# Rafaël Savin
Rafaël Savin (15 de septiembre de 2000) es un deportista francés que compite en esgrima, especialista en la modalidad de florete.
En los Juegos Europeos de Cracovia 2023 consiguió una medalla de plata en la prueba por equipos. Ganó dos medallas en el Campeonato Europeo de Esgrima, en los años 2023 y 2025.

## Palmarés internacional
| Juegos Europeos    | Juegos Europeos    | Juegos Europeos   | Juegos Europeos     |
| Año                | Lugar              | Medalla           | Prueba              |
| ------------------ | ------------------ | ----------------- | ------------------- |
| 2023               | Cracovia (Polonia) | Medalla de plata  | Florete por equipos |
| Campeonato Europeo |                    |                   |                     |
| Año                | Lugar              | Medalla           | Prueba              |
| 2023               | Plovdiv (Bulgaria) | Medalla de bronce | Florete individual  |
| 2025               | Génova (Italia)    | Medalla de plata  | Florete por equipos |